# Tau1 Arietis
Système stellaire triple (en) (?)
Binaire à éclipses
Étoile double
Source de proche infrarouge (d)
Source astrophysique de rayons UV (d)
Tau1 Arietis est une étoile de la constellation du Bélier. C'est un système triple à éclipses de magnitudes apparentes 5,27, 5,26 et 5,32[réf. nécessaire].

## Nomenclature et histoire

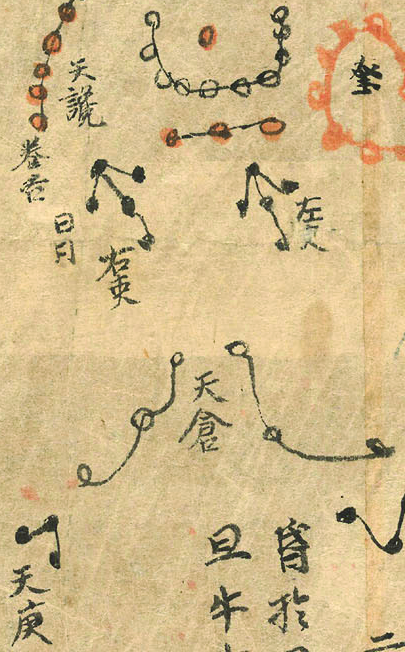
La constellation (星官 xīng guān) de 天阴 Tiān yīn sur la Carte de Dunhuang (ca. 649-684). Comme celles du 石星经 Shí shì xīng jīn, « le Canon astral de Maître Shí », elles y sont indiquées en blanc.

Cette étoile est τ2 Ari dans la Désignation de Bayer et 61 Ari dans celle de Flamsteed.
天阴五 Tiān yīn wŭ est, dans l’astronomie chinoise, le nom de la 5e étoile (星xīng) de la constellation (星官 xīng guān) de 天阴 Tiān yīn, « le Yin céleste », et correspond au groupe à peu près au εζτδ/63 Ari dans 巫咸氏 Wu Xian shì, « le Canon Wū xián (av. Le IIIe s. de notre ère) et indiquées en blanc en blanc sur la Carte de Dunhuang (ca. 649-684).